# Куріпка білолоба
Курі́пка білолоба (Arborophila gingica) — вид куроподібних птахів родини фазанових (Phasianidae). Ендемік Китаю.

## Опис
Довжина птаха становить 25-30 см, середня вага 253 г. Самиці дещо менші, ніж самці. Забарвлення переважно сіро-коричневе, голова і груди контростують з рештою тіла. Лоб білий (у представників підвиду A. g. guangxiensis каштановий), над очима сіруваті "брови". Тім'я каштанове, на шиї чорні плями. Горло жовтувато-бежеве. На горлі і на верхній частині грудей три смуги: зверху чорна, нижче біла, вузька, нижня — каштаново-коричнева. Нижня частина тіла темно-сіра, живіт білуватий. Гузка оливково-коричнева, поцяткована чорними плямками. Крила сіруваті або охристо-коричневі. Дзьоб короткий, сірий, очі карі, лапи червоні.

## Підвиди
Виділяють два підвиди:
- A. g. gingica (Gmelin, JF, 1789) — південно-східний Китай (від сходу центрального Гуансі до Чжецзяну);
- A. g. guangxiensis Zhou, F & Jiang, AW, 2008 — локально на півночі і в центрі Гуансі[7].

## Поширення і екологія
Білолобі куріпки поширені на сході Південного Китаю, в провінціях Чжецзян, Фуцзянь, Цзянсі, Гуансі і Гуандун. Вони живуть у субтропічних і широколистяних лісах, бамбукових і чагарникових заростях. Зустрічаються на висоті від 500 до 1700 м над рівнем моря.

## Поведінка
Білолобі куріпки живляться насінням, ягодами і комахами. Сезон розмноження триває у квітні-травні, в кладці 5-7 яєць.

## Збереження
МСОП класифікує стан збереження цього виду як близький до загрозливого. За оцінками дослідників, популяція білолобих куріпок становить від 10 до 20 тисяч птахів. Їм загрожує знищення природного середовища та полювання.